# گری (مهرستان)
گری روستایی در دهستان زابلی بخش مرکزی شهرستان مهرستان استان سیستان و بلوچستان ایران است.

## جمعیت
بر پایه سرشماری عمومی نفوس و مسکن در سال ۱۳۹۵ جمعیت این روستا ۱۱۹ نفر (۳۳خانوار) بوده‌است.